# Zbigniew Jerzy Nowak
Zbigniew Jerzy Nowak (ur. 7 lipca 1919 w Łodzi, zm. 17 maja 1993) – polski historyk literatury, badacz i edytor tekstów z XVIII i XIX wieku, profesor, pierwszy dziekan Wydziału Humanistycznego na Uniwersytecie Śląskim, żołnierz Armii Krajowej.

## Życiorys
Był synem Franciszka Nowaka, podinspektora Policji Państwowej, i Rozalii ze Świąteckich.
Po ukończeniu w 1937 r. Gimnazjum im. Tadeusza Kościuszki w Kaliszu studiował filologię polską na Uniwersytecie Stefana Batorego w Wilnie (1937–1939). Przewodniczył w pracach Koła Naukowego Polonistów. Publikował w redagowanym przez studentów dodatku do wileńskich „Spraw Otwartych”. Wybuch wojny w 1939 r. przerwał studia. Pracował wówczas jako robotnik torfowy i budowlany w Wilnie. Podejrzany o działalność konspiracyjną kilka miesięcy spędził w litewskim areszcie śledczym. Kontynuował naukę na zajęciach tajnego seminarium Konrada Górskiego (1940 r.) oraz krótko studiował na wileńskim uniwersytecie litewsko-radzieckim (1941 r.). W marcu 1945 r. podjął przerwane studia polonistyczne na Uniwersytecie Jagiellońskim, uzyskując w 1949 r. tytuł magistra na podstawie pracy pt. Żołnierz w świecie poetyckim Mickiewicza, napisanej pod kierunkiem profesora Stanisława Pigonia. W 1950 uzyskał stopień doktora filozofii na Uniwersytecie Jagiellońskim na podstawie dysertacji pt. Księga narodu i pielgrzymstwa polskiego Mickiewicz. (Próba opisu), napisanej pod kierunkiem profesorów Stanisława Pigonia i Juliusza Kleiner.
W 1954 r. w Krakowie ożenił się z dr Zofią Maślińską (1921–2018), polonistką i historykiem sztuki. Miał syna Michała (ur. 1955) i córkę Barbarę (ur. 1960). W 1955 r. przeniósł się do Katowic, od 1973 r. mieszkał w Sosnowcu.
Zmarł 17 maja 1993 r. Pochowany na cmentarzu w Solcu nad Wisłą.
W 2004 r. jego imieniem nazwano Salę Rady Wydziału Filologicznego Uniwersytetu Śląskiego.

## Kariera zawodowa
Pracę w charakterze nauczyciela akademickiego na Uniwersytecie Jagiellońskim rozpoczął jako asystent, początkowo w Studium Słowiańskim (1946–1947), później w Katedrze Literatury Polskiej (1947–1952). W 1952 jako pracownik kontraktowy współpracował z Pracownią Języka Artystycznego Instytutu Badań Literackich Polskiej Akademii Nauk w Warszawie.
Od 1955 r. zatrudniony w Wyższej Szkole Pedagogicznej w Katowicach, gdzie pełnił obowiązki wykładowcy i adiunkta w Katedrze Historii Literatury Polskiej.
Od 1968 r. do przejścia na emeryturę w 1991 r. związany z Uniwersytetem Śląskim (UŚ).
W 1968 r. powołany na stanowisko docenta w Katedrze Historii Literatury Polskiej Wydziału Filologiczno-Historycznego Uniwersytetu Śląskiego. W tym samym roku został pierwszym dziekanem Wydziału Humanistycznego Uniwersytetu Śląskiego. Współtworzył i kształtował oblicze polonistyki na Śląsku. W 1977 r. habilitował się w zakresie historii literatury polskiej na podstawie rozprawy pt. Kazimierz Brodziński: Pisma estetyczno-krytyczne. W 1988 r. uzyskał tytuł profesora nadzwyczajnego nauk humanistycznych.
Na Uniwersytecie Śląskim pełnił następujące funkcje:
- dziekan Wydziału Humanistycznego (1969–1970)
- zastępca dyrektora do spraw dydaktycznych Instytutu Filologii Polskiej (1972–1981)
- zastępca dyrektora Instytutu Literatury i Kultury Polskiej (1977–1981)
- kierownik Zakładu Literatury Staropolskiej, Oświeceniowej i Romantycznej (1976–1990)
- kierownik Studium Zaocznego Filologii Polskiej
- kierownik Polonistycznego Studium Zawodowego[1][3]

## Praca naukowa
Jego zainteresowania naukowe koncentrowały się na literaturze i kulturze Oświecenia i Romantyzmu. Zaliczany jest do najwybitniejszych dwudziestowiecznych mickiewiczologów. Opracował w ramach Wydania Jubileuszowego edycję Pana Tadeusza A. Mickiewicza.
Specjalizował się w tekstologii i edytorstwie. Zasłynął dwutomowym wydaniem Pism estetyczno-krytycznych Kazimierza Brodzińskiego (Wrocław 1964), w którym skompletował cały dostępny zespół krytycznych prac Brodzińskiego.
Jest autorem licznych opracowań biograficznych i biogramów w Polskim Słowniku Biograficznym, Słowniku pracowników książki polskiej (Warszawa-Łódź, 1972) i Słowniku badaczy literatury polskiej (Łódź, 1989–1994). Opracowana przez niego bibliografia osobowa Stanisława Pigonia uznawana jest za wzorcową w swoim gatunku.
Interesował się badaniami regionalistycznymi i literaturą na Śląsku, głównie pracami Walentego Roździeńskiego i Gustawa Morcinka. Współpracował z wydawnictwem „Śląsk” oraz czasopismami  „Zaranie Śląskie” i „Poglądy”.
W  latach 1952–1963 utrzymywał bliskie kontakty z Jerzym Szaniawskim, któremu pomagał w publikacji esejów W pobliżu teatru (Kraków 1956).
Był organizatorem ogólnopolskich sesji i konferencji naukowych poświęconych literaturze barokowej, twórczości Jana Kochanowskiego, Jerzego Szaniawskiego i Czesława Miłosza.
Jego dorobek naukowy liczy ponad 160 pozycji.

## Praca dydaktyczna
Na Uniwersytecie Śląskim prowadził zajęcia z historii i teorii literatury polskiej, literatury dla dzieci i młodzieży, literatury współczesnej, wstępu do nauki o literaturze, metodologii badań literackich, interpretacji  literackiej i nauk pomocniczych. Położył znaczne zasługi przy organizacji dydaktyki, szczególnie w zakresie studiów zaocznych. Wielokrotnie uznawany za najlepszego dydaktyka Instytutu Filologii Polskiej UŚ, uhonorowany przyznaniem tytułu „Zasłużony Nauczyciel PRL” (1989).

## Działalność konspiracyjna
W 1941 r. przedostał się do Generalnej Guberni. Rok później złożył  przysięgę jako członek Związku Walki Zbrojnej (ZWZ). Przybrał pseudonim „Grunwald”. Służył w 106 Dywizji Piechoty Armii Krajowej. Walczył w Ziemi Miechowskiej w oddziale dywersyjnym „Dominika-Pela”. Brał udział w ochronie sztabu 106. DP AK w Koniuszy, Zielenicach i Dziewięciołach. Następnie wcielony Samodzielnego Batalionu Szturmowego „Suszarnia”, w którym służył do listopada 1944 r., biorąc udział w akcji „Burza”. Pełniąc służbę wartowniczą pod Dziemięrzycami stoczył samotną, zwycięską walkę wręcz z patrolem niemieckim, chroniąc swój oddział przed atakiem wroga. W 1944 r. awansowany na starszego strzelca-podchorążego. Do stycznia 1945 r. ukrywał się w Miechowskiem. Był nauczycielem tajnego nauczania i redagował pismo konspiracyjne „Partyzant”. W 1984 r. odznaczony Krzyżem Virtuti Militari, awansował do stopnia porucznika.

## Organizacje i stowarzyszenia
Uczestniczył w pracach następujących organizacji:
- Komisja Historyczno-Literacka Katowickiego Oddziału PAN (wiceprezes)
- Komisja Tekstologiczno-Edytorska przy Komitecie Nauk o Literaturze PAN
- Komitet Redakcyjny Edycji Krytycznej Dzieł Kazimierza Brodzińskiego
- Komitet Redakcyjny Słownika Badaczy Literatury Polskiej przy Komitecie Nauk o Literaturze
- Miejska Rada Narodowa w Sosnowcu
- Podkomisja Śląska Krakowskiego Oddziału PAN (wiceprezes)
- Rada Naukowa Śląskiego Instytutu Naukowego (od 1969 r.)
- Rada Naukowa Śląskiego Towarzystwa Naukowo-Literackiego (przewodniczący 1992)
- Rada Redakcyjna Polskiego Słownika Biograficznego PAN
- Redakcja Naczelnej Reedycji Wydania Jubileuszowego Dzieł Adama Mickiewicza
- Towarzystwo Literackie im. Adama Mickiewicza, oddział w Sosnowcu (wiceprezes)
- Zarząd Oddziału Katowickiego Towarzystwa Wiedzy Powszechnej (wiceprezes 1968–1972)
- Zespół Naukowo-Dydaktyczny do Programów Nauczania Języka Polskiego (przewodniczący)[1][3]

## Odznaczenia
- Krzyż Armii Krajowej
- Krzyż Kawalerski Orderu Odrodzenia Polski (1977)
- Krzyż Walecznych I
- Medal 40-lecia (1985)
- Medal Komisji Edukacji Narodowej (1978)
- Medal Wojska IV
- Medal 30-lecia PRL
- Srebrny Krzyż Zasługi z Mieczami
- Virtuti Militari kl. V (1984)
- Złoty Krzyż Zasługi (1971)
- Srebrna Odznaka Mickiewiczowska Liceum im. Adama Mickiewicza
- Złotą Odznaką „Za zasługi dla Uniwersytetu Śląskiego”
- Honorowy tytuł „Zasłużony Nauczyciel RP”, liczne nagrody rektorskie i ministerialne[1][3]